# Stazione di Schiers
La stazione di Schiers è una stazione ferroviaria della linea Landquart-Davos, a servizio dell'omonimo comune.
È gestita dalla Ferrovia Retica (RhB).

## Storia
Da dicembre 2023, la stazione divenne capolinea di entrambe le linee della rete celere di Coira.

## Strutture e impianti

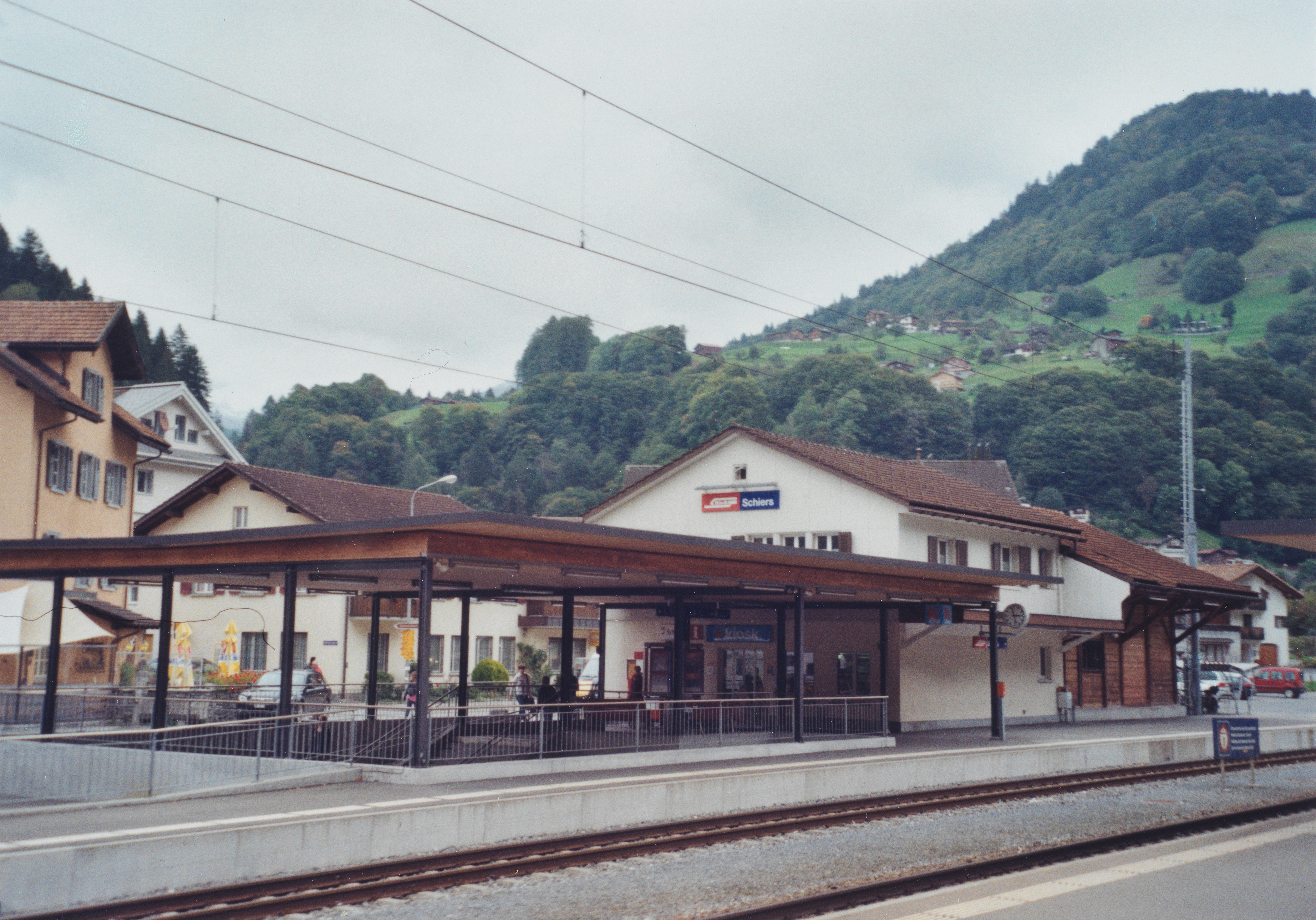
Il fabbricato viaggiatori nel 2010

Il fabbricato viaggiatori è una struttura a due livelli in muratura a cui è stato addossato il magazzino merci in legno.
Il piazzale è composto da tre binari in asse al fabbricato viaggiatori: il primo è di scalo, a servizio del magazzino, mentre il secondo e il terzo sono impiegati dai treni passeggeri.
Dal terzo binario si dirama un raccordo diretto a un'area intermodale di carico e scarico di merci per autocarri.
I tre binari sono serviti da due banchine collegate entrambe da un sottopassaggio.

## Movimento
La stazione è capolinea delle linee S1 ed S2 della rete celere di Coira, esercite da RhB: la prima diretta a Thusis, mentre la seconda a Rhäzüns.
È servita anche da due linee di RegioExpress (RE), anch'esse esercite da Rhb:
- la 13 Landquart-Filisur/Sankt Moritz[2]
- la 24 Landquart-Davos Platz/Scuol-Tarasp[2].

Entrambe sono caratterizzate dall'impiego di automotrici articolate ABe 4/16 della Ferrovia Retica, in esercizio accoppiate o in tripla, che alla stazione di Klosters Platz sono separate in direzione di Filisur, per espletare la RE1, e di Santk Moritz (RE3) oppure verso Davos Platz (RE2) e verso Scuol-Tarasp (RE4).

## Servizi
- Biglietteria automatica
- Sala d'attesa
- Servizi igienici

## Interscambi
- Fermata autobus